# Under Muhameds Lov
Under Muhameds Lov er en amerikansk stumfilm fra 1920 af George Fitzmaurice.

## Medvirkende
- Mae Murray som Lady Falkland
- David Powell som Richard Loring
- Holmes Herbert som Lord Archibald Falkland
- Alma Tell som Lady Edith
- Frank Losee
- Macey Harlam som Stanislaus Cerniwicz
- Marcia Harris
- Lawrence Johnson